# Ліпнина

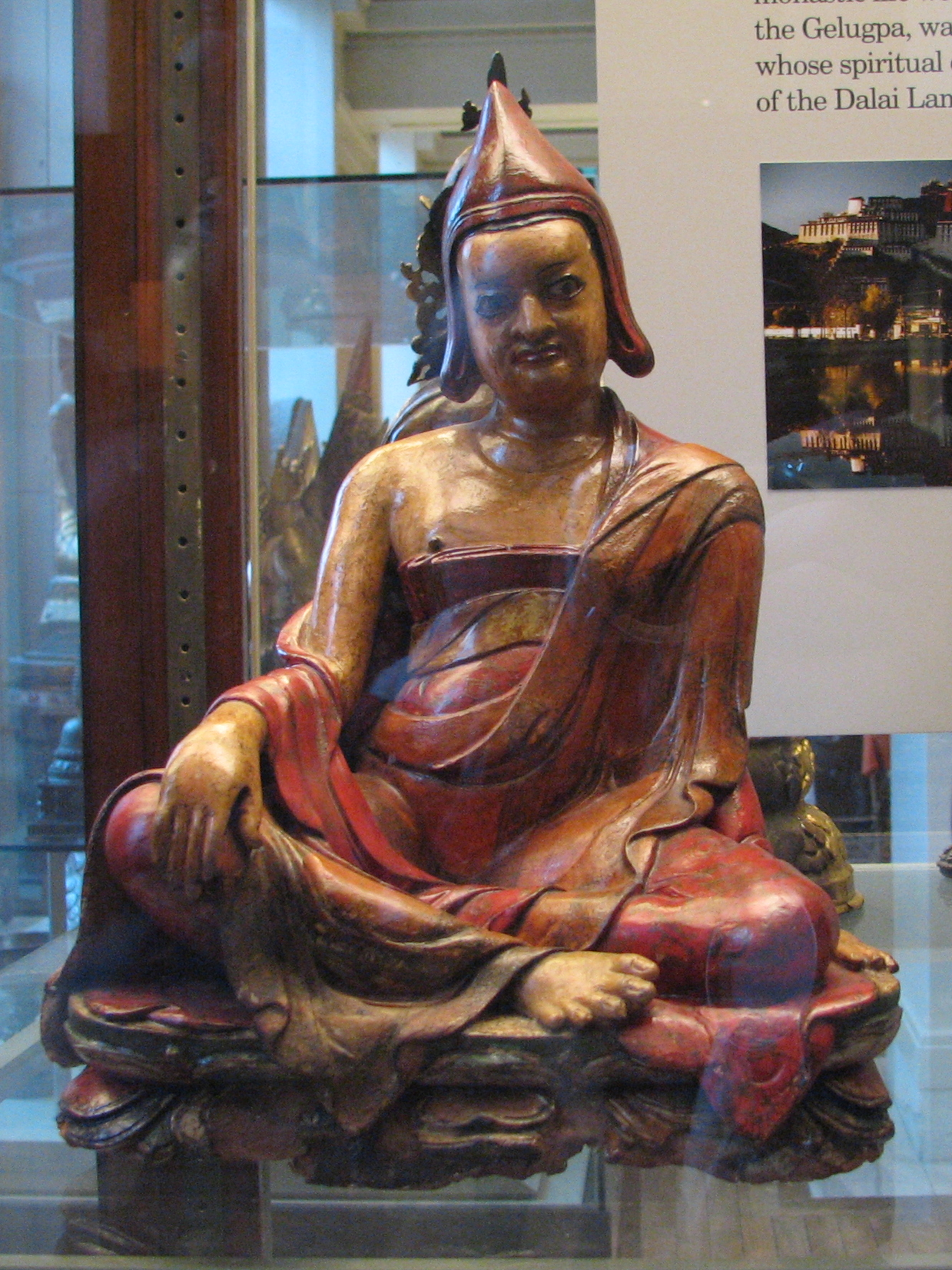
Скульптура лами з пап'є-маше

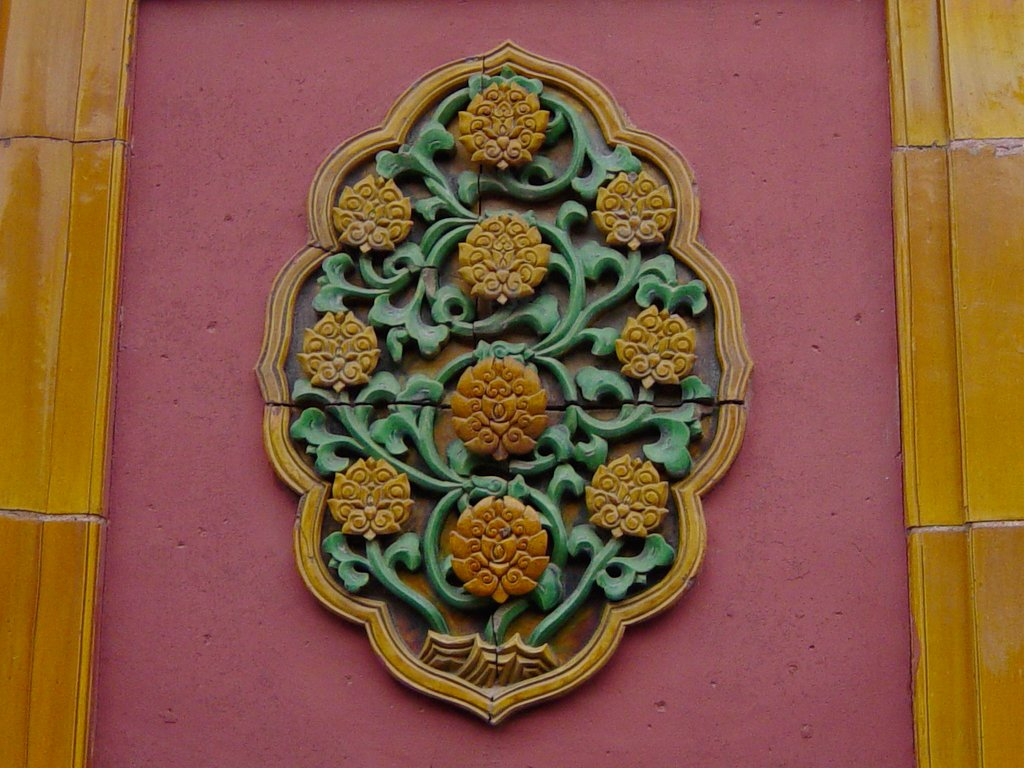
Китайська ліплина з теракоти.

Ліпнина — архітектурні деталі, прикраси та скульптурні вироби (фігурні, орнаментальні), якими прикрашають фасади й інтер'єри споруд.
Ліпні деталі можуть бути об'ємні (вази), у вигляді барельєфів або горельєфів, плескатих орнаментів тощо; виготовляються для приміщень звичайно з гіпсу (стукко) або паперової маси — пап'є-маше, а для фасадів будинків — з бетону, кам'яного литва, металу, пластмаси.
Виробництво ліпних деталей провадиться на заводах або в спеціальних майстернях. Ліпні роботи на будівельному майданчику зводяться в основному до встановлення та прикріплення конструкцій за допомогою розчинів, цвяхів, шурупів, дроту (підвішування до гаків і випусків арматури), клеїв. В сучасному будівництві ліпні роботи майже не застосовуються.